# NGC 7331

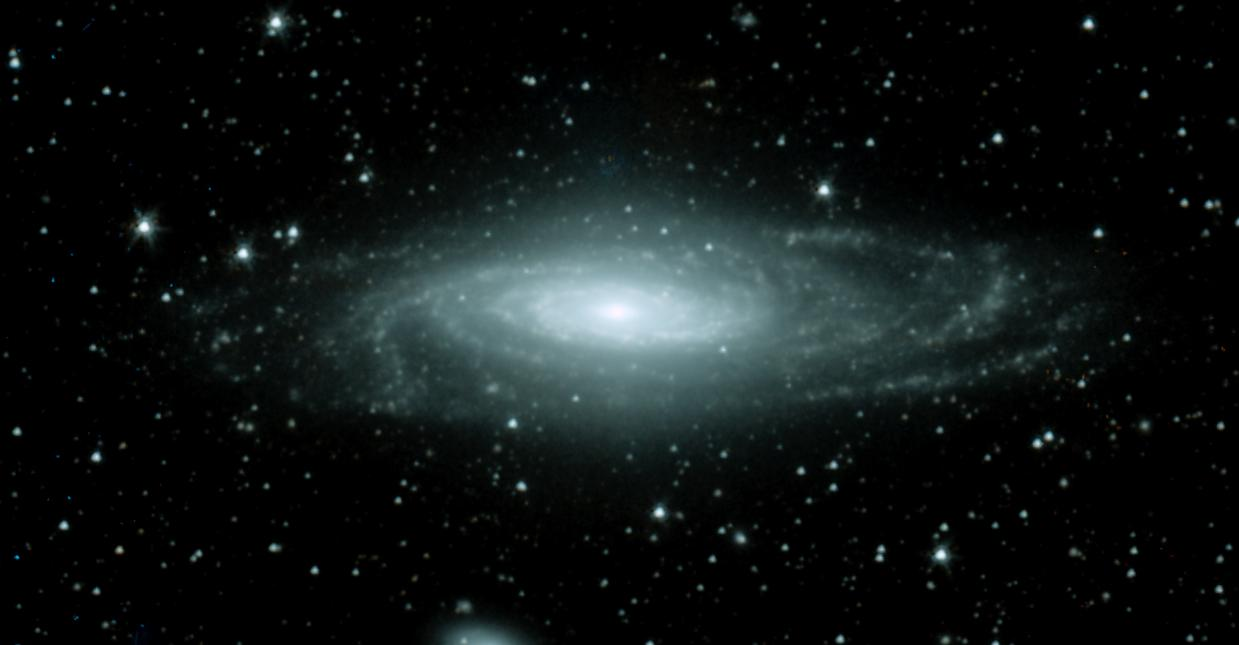
Galaxia NGC 7331

NGC 7331 este o galaxie spirală barată situată la circa 15 Mpc de Pământ, în constelația Pegas. Cu un diametru de circa 100.000 de ani-lumină, ea este un element principal al unei mulțimi de galaxii cunoscută sub numele de NGC 7331 Group, deși alte galaxii din această mulțime sunt la de vreo 10 ori mai mare depărtare de Pământ decât ea.
Galaxia a fost descoperită de astronomul William Herschel, în anul 1784.